# Месје 80
Месје 80 (М80) је збијено звездано јато у сазвежђу Шкорпија које се налази у Месјеовом каталогу објеката дубоког неба.
Деклинација објекта је - 22° 58' 28" а ректасцензија 16h 17m 2,5s. Привидна величина (магнитуда) објекта М80 износи 7,3. М80 је још познат и под ознакама NGC 6093, GCL 39, ESO 516-SC11.